# NGC 3501
NGC 3501 is een spiraalvormig sterrenstelsel in het sterrenbeeld Leeuw. Het hemelobject werd op 23 april 1881 ontdekt door de Franse astronoom Édouard Jean-Marie Stephan.

## Synoniemen
- UGC 6116
- MCG 3-28-51
- ZWG 95.97
- FGC 1187
- KCPG 263A
- PGC 33343